# München-Laim (stacja kolejowa)
München-Laim – stacja kolejowa w Monachium, w dzielnicy Laim, w kraju związkowym Bawaria, w Niemczech. Posiada 2 perony.
| München-Laim         |  |                |
| Linia                |  |                |
| München Hirschgarten |  | München-Pasing |